# Hilmansaari (ö i Södra Savolax)
Hilmansaari är en ö i Finland. Den ligger i sjön Haukivesi och i kommunen Nyslott i  landskapet Södra Savolax, i den sydöstra delen av landet, 280 km nordost om huvudstaden Helsingfors. Öns area är 3,2 hektar och dess största längd är 270 meter i öst-västlig riktning.